# Arca de la Portella
Le dolmen de la Portella est un dolmen disparu situé sur la commune  d'Ayguatébia-Talau dans le département des Pyrénées-Orientales (France).

## Localisation
Le dolmen de la Portella serait situé  aux limites orientales d'Ayguatébia, actuellement dans le centre de la commune de Ayguatébia-Talau, aux alentours d'un col nommé la collada de Portell, selon plusieurs sources médiévales étudiées par Jean Abélanet.
Cité par Jean Abélanet comme « dolmen à retrouver » mais dont « on ne peut douter de l'existence », ce dolmen n'a cependant pas pu être précisément localisé sur le terrain, ni par Pierre Ponsich et Annie de Pous dans les années 1960, ni par Carreras et Tarrús dans les années 2010.